# New Haven (Connecticut)
New Haven (IPA:  [nuːˈheɪ̯vən], am. új kikötő, új menedék) egy tengerparti város az Amerikai Egyesült Államok Connecticut államában. New Haven megye székhelye, mely része a New York-i nagyvárosi területnek. Az Egyesült Államok 2010. évi népszámlálásakor 129 779 lakosa volt. Bridgeport után Connecticut állam második legnagyobb városa, egyben Nagy New Haven (Greater New Haven) agglomeráció fő települése, amelynek 2010-ben 862 477 fő lakosa volt.

## Földrajz
A Long Island Sound tengerszoros egyik északi öblének partján fekszik. Három folyó, a West, a Mill és a Quinnipiac folyik át rajta.

## Története
New Haven területe az európaiak ide érkezése előtt a quinnipiac indián törzs lakóhelye volt, amely a mai kikötő környékén lévő falvakban lakott, és halászatból, kukoricatermesztésből élt. A területen 1614-ben rövid látogatást tett az Adriaen blokk holland felfedezője. A holland kereskedők a helyi lakosokkal szórványos hódolajkereskedelmet folytattak, de a hollandok nem telepedtek le állandóan a területen.
1637-ben egy kis puritán  csoport telepedett meg New Haven kikötő területén, kiknek az őslakos Quinnipiacsok, akik a szomszédos törzsek támadásai ellen a védelemért cserébe értékesítették földjüket.
New Haven volt az első tervezett város Amerikában. Egy évvel az angol puritánok alapítása után 1638-ban nyolc utca épült fel itt egy négy-négyes rács szerint, az úgynevezett „Kilenc négyzet alakú terv” szerint.
A város 1701-től 1873-ig Connecticut társfővárosa volt, amikor is a kormányzat áttelepült a központi fekvésű Hartfordba. New Haven azóta Connecticut „kulturális fővárosa”.
A város 1716 óta a Yale Egyetem otthona is, mely egyúttal a város legnagyobb adófizetője és munkáltatója, a város gazdaságának szerves részét képezi. Az egészségügyi ellátás (kórházak és biotechnológia), szakmai szolgáltatások (jogi, építészeti, marketing és mérnöki), pénzügyi szolgáltatások és kiskereskedelem szintén hozzájárulnak a város gazdasági tevékenységéhez.

## Népesség
| Lakosok száma | 4487 | 86 045 | 162 665 | 130 474 | 129 779 | 130 741 | 130 282 | 134 023 |
|               | 1790 | 1890   | 1930    | 1990    | 2010    | 2012    | 2014    | 2020    |

## Városrészek
| | |
| - Amity - Annex - Beaver Hills - Belváros (Downtown) - Dixwell - Dwight - East Rock - East Shore - Edgewood - Fair Haven | - Fair Haven Heights - Long Wharf - Newhallville - Prospect Hill - Quinnipiac Meadows - The Hill - West River - West Rock - Westville - Wooster Square |

## Nevezetességek

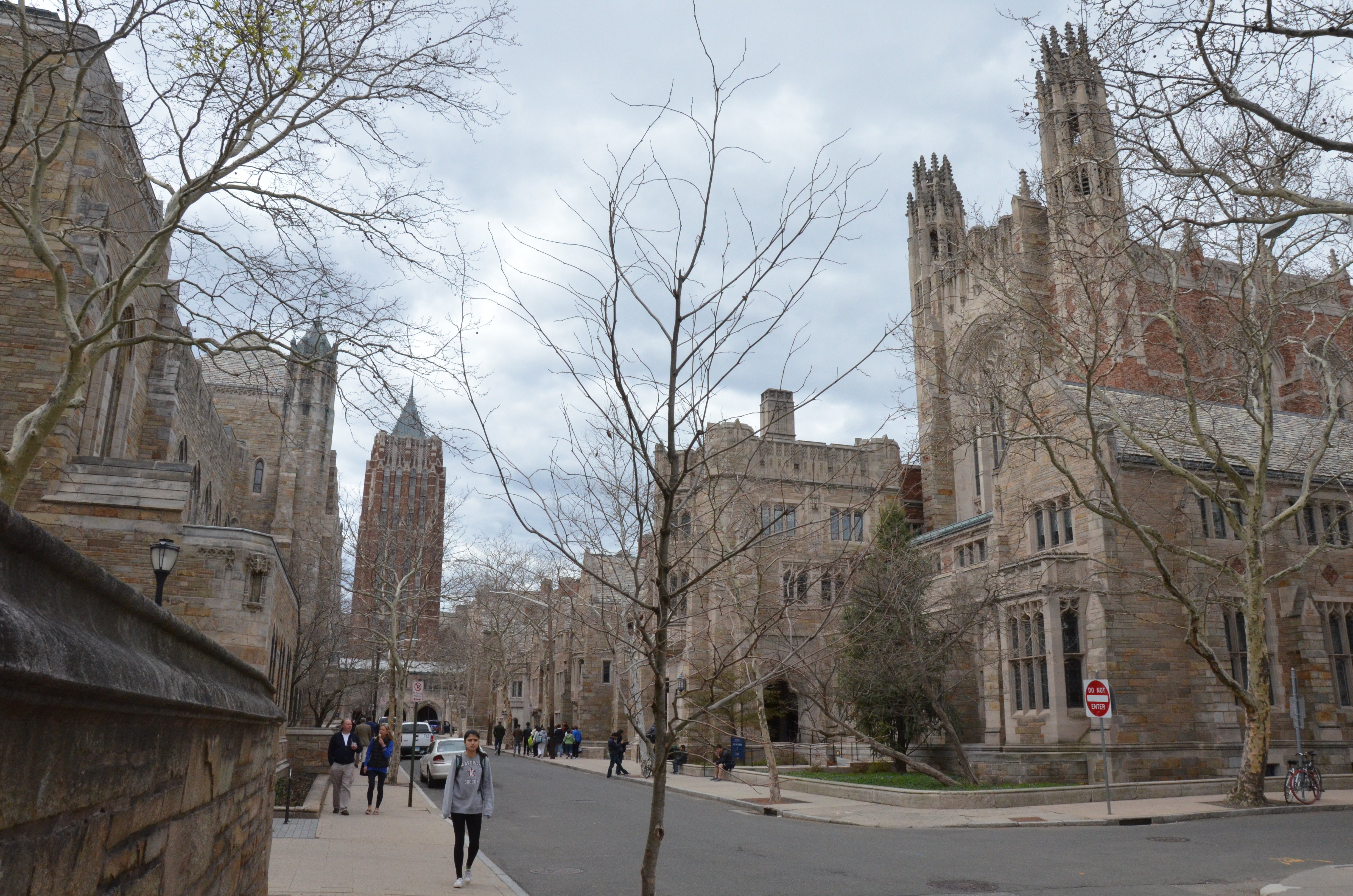
A Yale Egyetem campusa a Belvárosban

- Yale Egyetem

## Múzeumok és könyvtárak

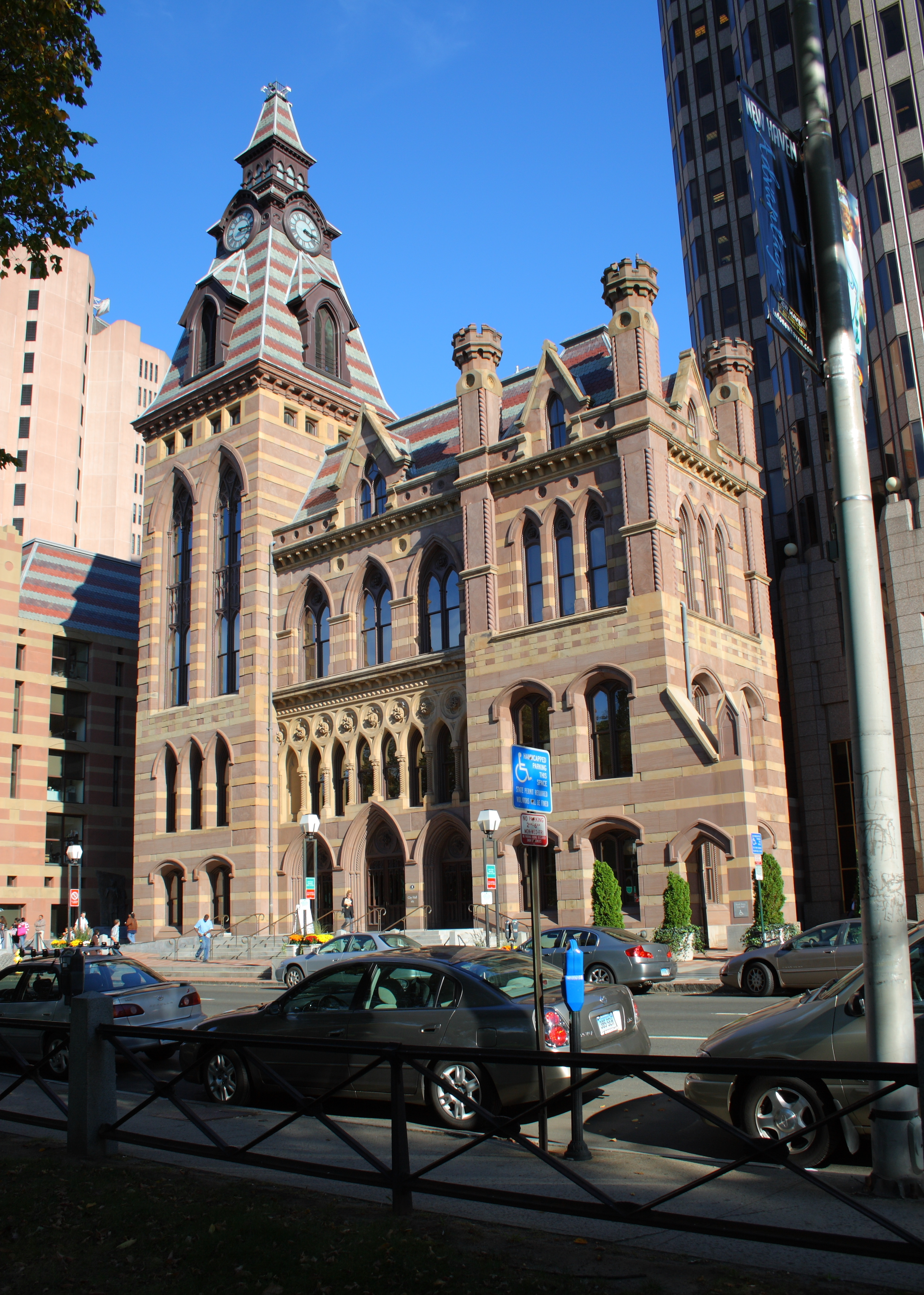
Városháza

- Beinecke Ritka Könyvek és Kéziratok Könyvtára – a Yale Egyetemi Könyvtár ritka könyvek könyvtára és irodalmi archívuma New Havenben, Connecticutban található. A Yale Egyetem Hewitt negyedén elhelyezkedő épületet Gordon Bunshaft, Skidmore, Owings & Merrill tervezte, és 1963-ban fejezte be. A Beinecke család ajándéka alapján. A könyvtár pénzügyileg független az egyetemtől, és az Egyetemi Könyvtár és a Yale Corporation együttes irányítása alatt áll. Ez a világ egyik legnagyobb épülete, amely kizárólag ritka könyvek és kéziratok számára készült.
- Connecticut Gyermekmúzeum – A connecticuti New Havenben található és azon elgondoláson alapul, hogy a gyerekeknek olyan helyre van szükségük, ahol el tudnak menekülni a körülöttük lévő világból, hogy megtapasztalják a tanulás saját varázsát és bölcsességét a kiállításokkal való kölcsönhatásban. A kiállítások célja a kreativitás és a képzelet használatának elősegítése.
- Peabody Természettudományi Múzeum
- A Yale-i Művészeti Központ –  A Yale Egyetemen, New Haven belvárosában található, az Egyesült Királyságon kívül a legnagyobb és legátfogóbb brit művészeti gyűjteményt foglalja magába. A festmények, szobrok, rajzok, nyomatok, ritka könyvek és kéziratok gyűjteménye a brit művészet és kultúra fejlődését tükrözi az Erzsébeti időszaktól kezdve.
- Yale Egyetem Művészeti Galériája

## Testvérvárosok
- Afula, Izrael
- Amalfi, Olaszország
- Avignon, Franciaország
- Freetown, Sierra Leone
- Huế, Vietnám
- León, Nicaragua
- Tajcsung, Kínai Köztársaság

## Fordítás
Ez a szócikk részben vagy egészben  a   New Haven, Connecticut című angol Wikipédia-szócikk fordításán alapul.  Az eredeti cikk szerkesztőit annak laptörténete sorolja fel. Ez a jelzés csupán a megfogalmazás eredetét és a szerzői jogokat jelzi, nem szolgál a cikkben szereplő információk forrásmegjelöléseként.